# Polystachya laxa
Polystachya laxa là một loài thực vật có hoa trong họ Lan. Loài này được R.Schust. miêu tả khoa học đầu tiên năm 1967.